# Fred Marshall
Fred Marshall (* 13. März 1906 bei Grove City, Meeker County, Minnesota; † 5. Juni 1985 in Litchfield, Minnesota) war ein US-amerikanischer Politiker. Zwischen 1949 und 1963 vertrat er den Bundesstaat Minnesota im US-Repräsentantenhaus.

## Werdegang
Fred Marshall besuchte nach der Grundschule die Paynesville High School und arbeitete danach in der Landwirtschaft. Zwischen 1937 und 1941 war er Mitglied im Minnesota Agriculture Administration Committee, einem Staatsausschuss, der sich mit den Problemen der Landwirtschaft befasste. Danach war er von 1941 bis 1948 Leiter der Farm Security Administration in Minnesota. Politisch wurde Marshall Mitglied der Democratic-Farmer-Labor Party, die 1944 in Minnesota nach einer Fusion der Farmer-Labor Party mit der Demokratischen Partei entstanden war. Bundesweit gehört diese zu den Demokraten.
Bei den Kongresswahlen des Jahres 1948 wurde Marshall im sechsten Wahlbezirk von Minnesota in das US-Repräsentantenhaus in Washington, D.C. gewählt, wo er am 3. Januar 1949 die Nachfolge von Harold Knutson antrat. Nach sechs Wiederwahlen konnte er bis zum 3. Januar 1963 sieben zusammenhängende Legislaturperioden im Kongress absolvieren. In diese Zeit fielen der Koreakrieg, der Beginn der Bürgerrechtsbewegung und die Anfänge des Vietnamkrieges. Außerdem wurden damals der 22. und der 23. Verfassungszusatz beraten und verabschiedet.
Im Jahr 1962 verzichtete Marshall auf eine erneute Kandidatur. Er arbeitete wieder in der Landwirtschaft und wurde Mitglied der National Commission on Food Marketing, einer Bundeskommission, die sich mit der Vermarktung von Lebensmitteln befasste. Außerdem gehörte Marshall einem Ausschuss des Landwirtschaftsministeriums an. Er starb am 5. Juni 1985 in Litchfield.